# Đồ chơi nhồi bông

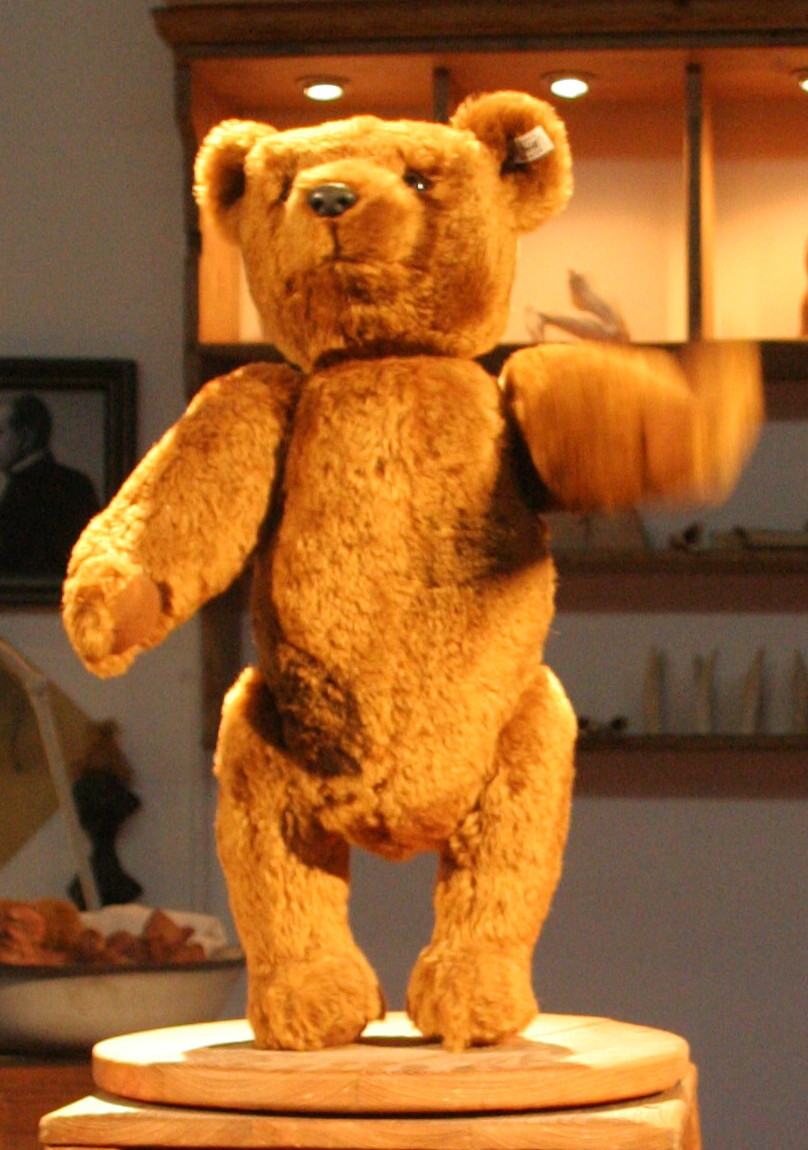
Thú nhồi bông được cấp bằng sáng chế lần đầu năm 1902

Đồ chơi nhồi bông hay thú nhồi bông, thú bông, gấu bông là loại đồ chơi may bằng vải và nhồi bằng chất liệu mềm. Loại vải thường dùng là vải trơn hoặc vải mịn. Vật liệu nhồi thường là vải bông, vải batting bằng sợi tổng hợp, rơm, len, vỏ gỗ bào hoặc viên nhựa. Đồ chơi nhồi bông có hình thức hết sức đa dạng, thường là có hình thú vật, các sinh vật huyền thoại, nhân vật hoạt hình, vân vân. Người ta dùng chúng để chơi cùng, để trưng bày, để sưu tập hoặc để làm quà tặng.

## Lịch sử
Năm 1880, công ty Margarete Steiff GmbH (Steiff) tại Đức bắt đầu sản xuất thú nhồi bông nhằm xuất khẩu. Họ sử dụng kỹ thuật mới trong ngành bọc đồ nội thất để tạo ra các sản phẩm đồ chơi nhồi bông. Năm 1903, Richard Steiff thiết kế một con gấu đồ chơi với chất liệu vải giả lông, khác hẳn với các loại búp bê may bằng mẩu vai trước đó. Cùng thời gian đó tại Hoa Kỳ, Morris Michtom sản xuất con gấu bông đầu tiên với cảm hứng lấy từ bức vẽ Tổng thống Theodore Roosevelt và chú gấu con đăng trên báo The Washington Post vào năm 1902. Món đồ chơi Peter Rabbit của nhà văn người Anh Beatrix Potter là đồ chơi nhồi bông đầu tiên được cấp bằng sáng chế.

## Một số loại đồ chơi nhồi bông
- Gấu bông
- Khỉ bít tất: là loại đồ chơi làm thủ công bằng bít tất, xuất hiện lần đầu trong thời gian diễn ra Đại suy thoái[5] 1929-1933 ở Hoa Kỳ.

- Amigurumi: loại đồ chơi nhồi bông thủ công của Nhật Bản, được đan bằng kim móc.[6] Chúng thường có vẻ bề ngoài đáng yêu với cái đầu lớn quá cỡ so với thân.
- Tickle Me Elmo, Zhu Zhu Pets: một số loại đồ chơi nhồi bông từng gây cơn sốt khi ra mắt lần đầu. Tickle Me Elmo là đồ chơi dựa trên nhân vật Elmo trong chương trình truyền hình Sesame Street.[7] Zhu Zhu Pets là một dòng đồ chơi nhồi bông hình chuột hams ra mắt năm 2009.[8][9]